# 艾利臣·馬倫達斯·馬田斯
艾利臣·馬倫達斯·馬田斯（Alysson Marendaz Marins，1976年05月26日—），出生于里約熱內盧，巴西职业足球运动员，司職前鋒。

## 生涯
他曾效力華斯高，期間外借到塞拉諾，CFZ里约、卡爾馬FF、厄斯特松德、霹雳、北京國安、現時效力英比特巴。
2002年，他曾短暫效力卡爾馬FF。

## 連結
- Personal website